# مدير الموقع (سينما)
في التصوير السينمائي، مدير الموقع هو أحد أعضاء طاقم الفيلم المسؤول عن إيجاد وتأمين المواقع للاستخدام، والحصول على جميع تصاريح الإطفاء والشرطة وغيرها من التصاريح الحكومية، وتنسيق الخدمات اللوجستية للإنتاج لاستكمال عمله. مديرو الموقع هم أيضًا الوجه العام للإنتاج، وهم مسؤولون عن معالجة المشكلات التي تنشأ بسبب تأثير الإنتاج على المجتمع.